# Gmina Madison (hrabstwo Buchanan)

Położenie Gminy Madison w hrabstwie Buchanan

Gmina Madison (ang. Madison Township) – gmina w USA, w stanie Iowa, w hrabstwie Buchanan. Według danych z 2000 roku gmina miała 768 mieszkańców.